# Sophie Auconie

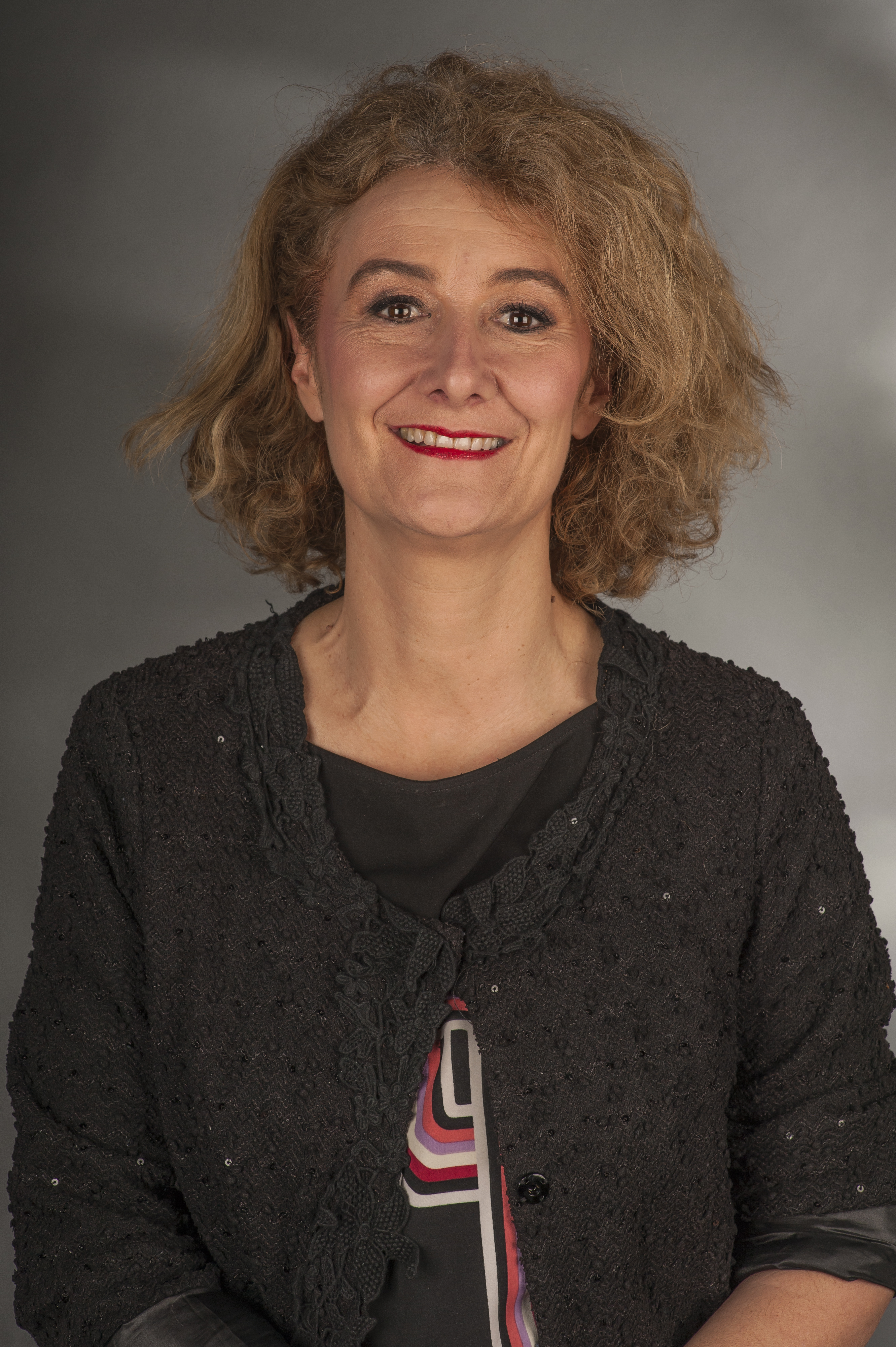
Sophie Auconie (2014)

Sophie Auconie (* 19. August 1963 in Dugny, Département Seine-Saint-Denis) ist eine französische Politikerin (NC, UDI). Sie war von 2009 bis 2014 Mitglied des Europäischen Parlaments; seit 2017 ist sie Abgeordnete in der französischen Nationalversammlung.

## Leben
Auconie arbeitete von 1993 bis 2006 bei der Industrie- und Handelskammer des Départements Indre-et-Loire (in dem Tours liegt), wo sie Direktorin für Wirtschaftsentwicklung war. Sie schloss 2002 ein Studium an der École supérieure de commerce et de management (ESCEM, „Hochschule für Handel und Management“) in Tours ab.
Auconie trat 1995 der Partei Démocratie libérale bei, in der sie jedoch kein politisches Amt oder Mandat hatte. Bei der Kommunalwahl 2008 wurde sie für das Nouveau Centre (NC) in den Gemeinderat von Tours gewählt. Ab 2009 gehörte sie dem Exekutivkomitee des NC an. Bei der Europawahl 2009 zog sie über die Liste der UMP (mit der das NC verbündet war) im Wahlkreis Massif central–Centre in das Europäische Parlament ein. Dort saß sie in der christdemokratischen EVP-Fraktion. Bis April 2011 gehörte sie dem Ausschuss für regionale Entwicklung an, anschließend dem Ausschuss für Umweltfragen, öffentliche Gesundheit und Lebensmittelsicherheit. Zudem war sie Delegierte im Gemischten Parlamentarischen Ausschuss EU–Ehemalige Jugoslawische Republik Mazedonien. Ab November 2010 war sie Vorsitzende des NC im Département Indre-et-Loire.
In Tours gründete Auconie 2011 die zentristische Gemeinderatsfraktion Nouvelle énergie pour Tours, der sie seither vorsteht. Seit 2012 ist sie Mitglied der Union des démocrates et indépendants (UDI), in der mehrere Kleinparteien der bürgerlichen Mitte aufgingen. Im Juni 2012 wurde Auconie zur Kovorsitzenden des Cercle français de l’eau und zur Gouverneurin des Weltwasserrats gewählt (2015 wiedergewählt). Bei der Kommunalwahl 2014 wurde sie als Gemeinderätin in Tours bestätigt. Zur Europawahl 2014 trat sie als Spitzenkandidatin der pro-europäischen Liste von UDI und MoDem im Wahlkreis Massif central–Centre an, verfehlte jedoch die Wiederwahl. Seit 2014 ist Auconie stellvertretende Vorsitzende der UDI mit Zuständigkeit für die Verjüngung und stärkere Beteiligung von Frauen in der Partei.
Bei der Parlamentswahl 2017 wurde Auconie als Abgeordnete des 3. Wahlkreises von Indre-et-Loire in die französische Nationalversammlung gewählt. Sie wurde auch von der konservativen Partei Les Républicains (Nachfolgerin der UMP) sowie einem Teil der Partei La République en Marche des Staatspräsidenten Emmanuel Macron unterstützt, die in dem Wahlkreis keinen eigenen Kandidaten hatte. Sie setzte sich im zweiten Wahlgang mit 56,6 % gegen die bisherige Abgeordnete Marisol Touraine von der Parti socialiste durch. Nach der Wahl schloss sie sich der Fraktion Les Constructifs („Die Konstruktiven“; im November 2017 umbenannt in UDI, Agir et indépendants, UAI) an, die sich zwischen dem Regierungslager und den oppositionellen Républicains positioniert, und wurde zur stellvertretenden Fraktionsvorsitzenden gewählt. Sie ist Sekretärin des Parlamentsausschusses für nachhaltige Entwicklung und Raumplanung. Auconie gehört dem Nationalrat und Leitungsausschuss der Europäischen Bewegung Frankreich an.